# 大迫傑

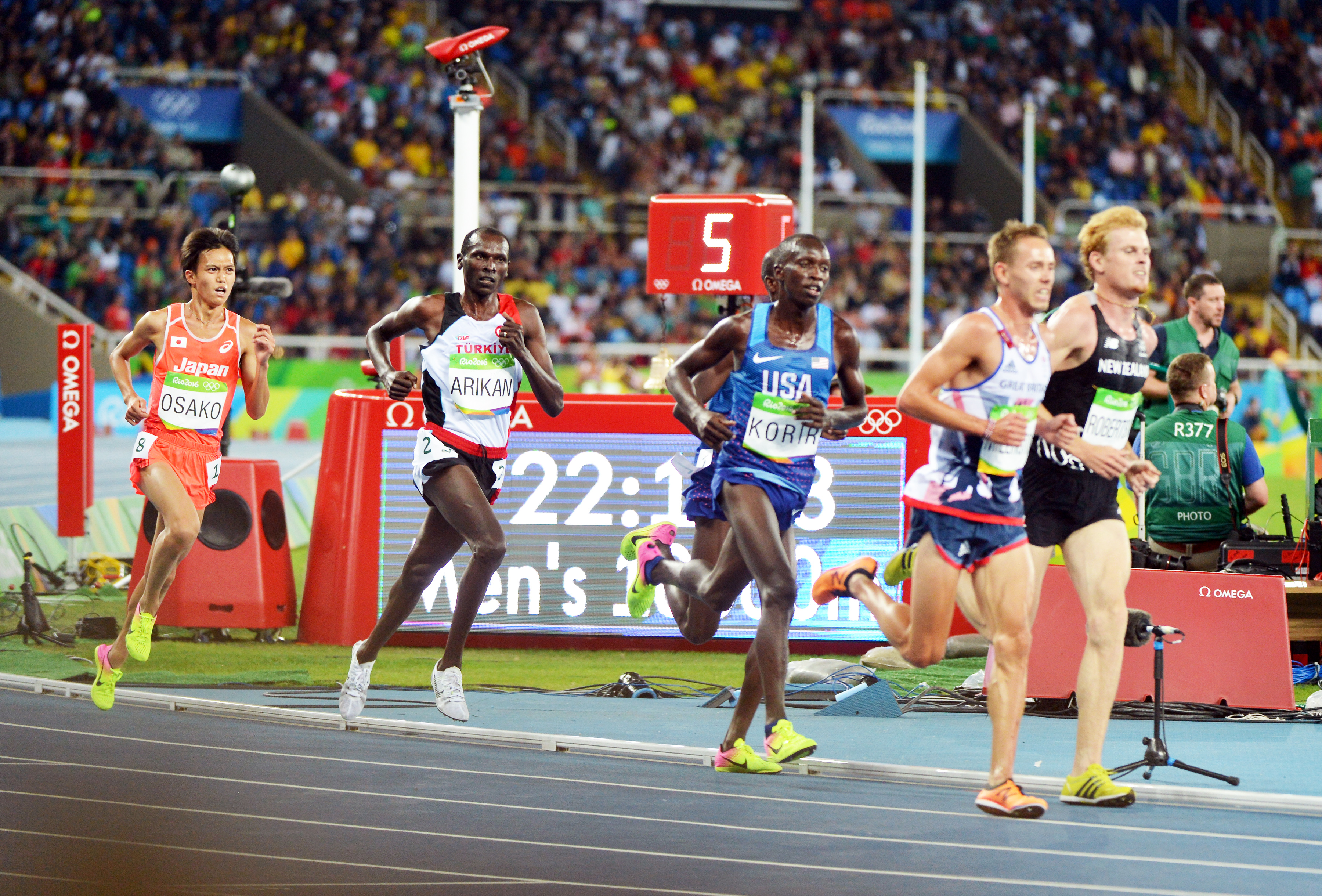
2016年夏季奧林匹克運動會田徑10000公尺決賽

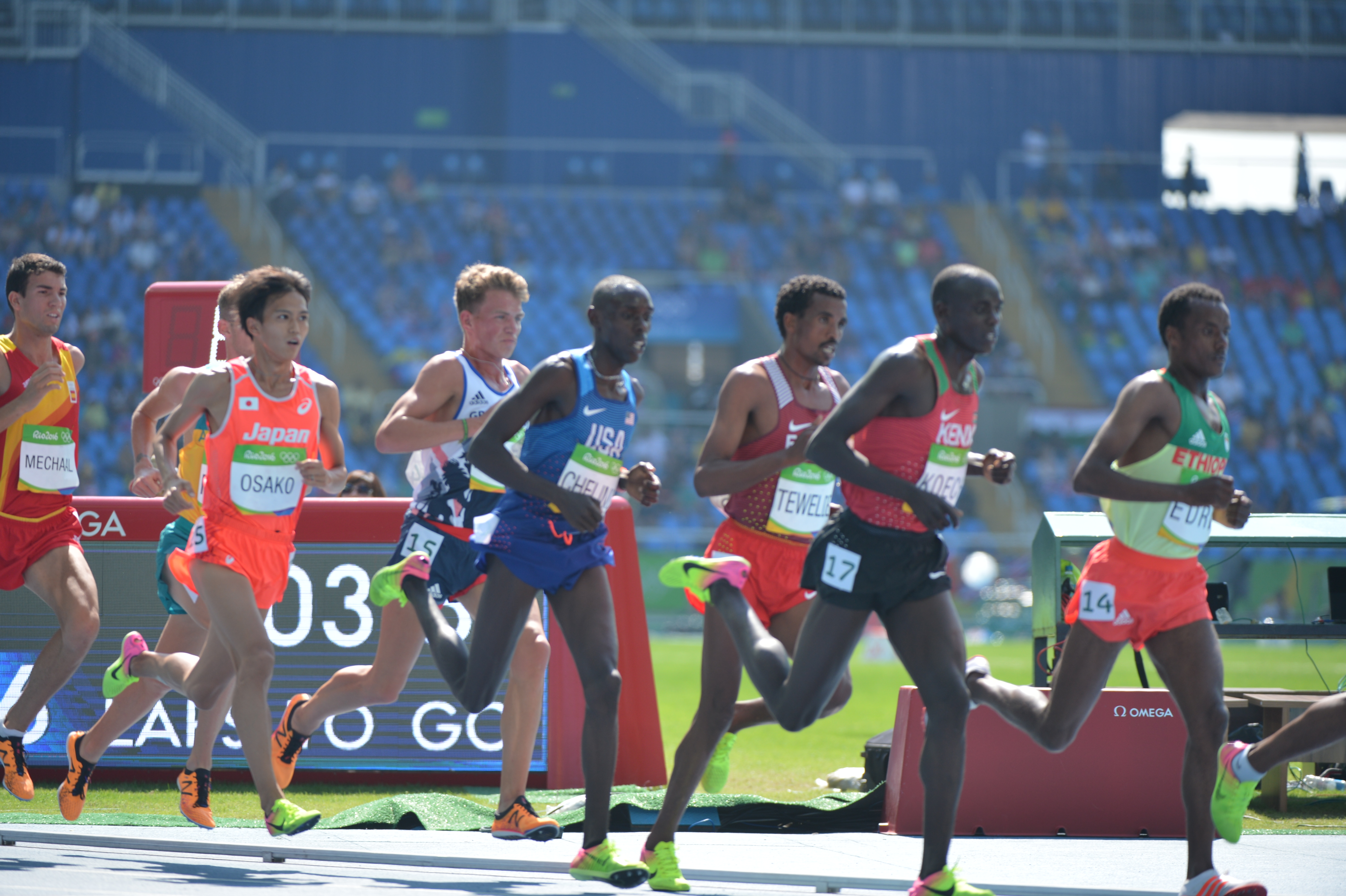
2016年夏季奧林匹克運動會田徑5000公尺預賽

大迫傑（日语：／ Ōsako Suguru，1991年5月23日—）是日本男子田徑運動員，主攻項目為中長跑。他於2011年在夏季世界大學生運動會獲得田徑10000公尺金牌，於2014年在亞洲運動會獲得田徑10000公尺銀牌，並打破多項日本田徑紀錄。
2018年10月7日，以2小時5分50秒創下日本男跑者紀錄，獲一億日圓獎金（由日本實業團陸上競技連合所頒發）。
2020年3月1日，他在東京馬拉松上以2小時05分29秒再次打破日本紀錄。2021年3月，大迫杰和澄奈穗美表示将放弃参加东京奥运会火炬接力的机会。
2022年2月7日，大迫傑公開宣佈回歸職業運動員生涯。

## 國際大型運動賽會
| 年   | 賽事                 | 舉辦城市                             | 名次   | 項目             | 記錄          |
| ---- | -------------------- | ------------------------------------ | ------ | ---------------- | ------------- |
| 2010 | 世界越野錦標賽       | 波蘭比德哥什奇                       | 第32名 | Junior Race      | 23分42秒      |
| 2010 | 世界越野錦標賽       | 波蘭比德哥什奇                       | 第6名  | Junior Race Team | 133           |
| 2010 | 世界青年田徑錦標賽   | 加拿大新布藍茲維省威斯特莫蘭郡蒙克頓 | 第8名  | 10000公尺        | 29分40.14秒   |
| 2011 | 夏季世界大學生運動會 | 中国廣東省深圳市                     | 金牌   | 10000公尺        | 28分42.83秒   |
| 2013 | 世界田徑錦標賽       | 俄羅斯莫斯科                         | 第21名 | 10000公尺        | 28分19.50秒   |
| 2014 | 亞洲運動會           | 仁川廣域市                           | 銀牌   | 10000公尺        | 28分11.94秒   |
| 2015 | 世界田徑錦標賽       | 中国北京市                           | 7h1    | 5000公尺         | 13分45.82秒   |
| 2016 | 夏季奧林匹克運動會   | 巴西里約熱內盧                       | 第17名 | 10000公尺        | 27分51.94秒   |
| 2016 | 夏季奧林匹克運動會   | 巴西里約熱內盧                       | 16h2   | 5000公尺         | 13分31.45秒   |
| 2018 | 世界半程馬拉松錦標賽 | 西班牙瓦倫西亞                       | 第24名 | 半程馬拉松       | 1小時01分56秒 |
| 2018 | 世界半程馬拉松錦標賽 | 西班牙瓦倫西亞                       | 第12名 | Team             | 3小時09分15秒 |
| 2021 | 夏季奧林匹克運動會   | 日本北海道札幌市                     | 第6名  | 馬拉松           | 2小時10分41秒 |

## 外部連結
- 大迫傑在国际奥林匹克委员会的资料
- 大迫傑在的頁面
- 大迫傑的X（前Twitter）
- 大迫傑的Instagram帳戶